# Delicious Orie
Delicious Orie, född 31 maj 1997 i Moskva, är en brittisk boxare.

## Karriär
Orie tog brons vid Europamästerskapen i boxning 2022. Samma år tog han guld vid Samväldesspelen. Vid Europeiska spelen 2023 tog han guld.